# Episodi di Mr. Iglesias (prima stagione)
La prima stagione della serie televisiva statunitense Mr. Iglesias, composta da 10 episodi, è stata interamente pubblicata in prima visione assoluta sul servizio di streaming on demand Netflix il 21 giugno 2019, in tutti i paesi in cui è disponibile.
In Italia la stagione è stata distribuita in prima visione in streaming sulla piattaforma Netflix il 21 giugno 2019.
| n° | Titolo originale             | Titolo italiano                  | Pubblicazione USA | Pubblicazione Italia |
| -- | ---------------------------- | -------------------------------- | ----------------- | -------------------- |
| 1  | Some Children Left Behind    | Gli ultimi non saranno mai primi | 21 giugno 2019    | 21 giugno 2019       |
| 2  | Summer School                | Corsi estivi                     | 21 giugno 2019    | 21 giugno 2019       |
| 3  | Full Hearts, Clear Backpacks | Cuori colmi, zaini trasparenti   | 21 giugno 2019    | 21 giugno 2019       |
| 4  | The Wagon                    | La sobrietà                      | 21 giugno 2019    | 21 giugno 2019       |
| 5  | Everybody Hates Gabe         | Tutti odiano Gabe                | 21 giugno 2019    | 21 giugno 2019       |
| 6  | Bullying                     | Bullismo                         | 21 giugno 2019    | 21 giugno 2019       |
| 7  | Talent Show                  | Il talent show                   | 21 giugno 2019    | 21 giugno 2019       |
| 8  | Teachers' Strike             | Lo sciopero degli insegnanti     | 21 giugno 2019    | 21 giugno 2019       |
| 9  | Oh Boy, Danny                | Oh Dio, Danny                    | 21 giugno 2019    | 21 giugno 2019       |
| 10 | Academic Decathlon           | Decathlon scolastico             | 21 giugno 2019    | 21 giugno 2019       |

## Gli ultimi non saranno mai primi
- Titolo originale: Some Children Left Behind
- Diretto da: Andy Ackerman
- Scritto da: Kevin Hench

### Trama
Gabe viene a sapere che molti dei suoi studenti vengono "consigliati" di aumentare la classifica della scuola della Woodrow Wilson High. Gabe, Tony e Abby competono per la posizione di insegnante d'onore.

## Corsi estivi
- Titolo originale: Summer School
- Diretto da: Leonard R. Garner Jr.
- Scritto da: Luisa Leschin

### Trama
Gli studenti delle classi estive di Gabe devono presentare le loro relazioni orali finali per continuare con il prossimo anno scolastico, ma Carlos chiede che siano valutati da un insegnante diverso e ostacola le possibilità di Mikey di passare.

## Cuori colmi, zaini trasparenti
- Titolo originale: Full Hearts, Clear Backpacks
- Diretto da: Phill Lewis
- Scritto da: Isaac Gonzalez

### Trama
Carlos applica una politica sugli zaini di plastica trasparente alla Woodrow Wilson High, provocando la protesta degli studenti.

## La sobrietà
- Titolo originale: The Wagon
- Diretto da: Phill Lewis
- Scritto da: Peter Murrieta

### Trama
Rakeem, il giocatore di football della scuola, si trasferisce nella classe di Gabe per un facile A. Gabe colpisce un dosso accidentale nella sua sobrietà.

## Tutti odiano Gabe
- Titolo originale: Everybody Hates Gabe
- Diretto da: Leonard R. Garner Jr.
- Scritto da: Sam Sklaver

### Trama
A Rakeem è concessa un'estensione su un foglio di definizione dei voti a causa della grande partita contro Poly e Marisol mette in dubbio il giudizio di Gabe.

## Bullismo
- Titolo originale: Bullying
- Diretto da: Victor Gonzalez
- Scritto da: Jacque Edmonds Cofer

### Trama
Lorenzo continua a mancare di classe e Gabe cerca di andare fino in fondo. Dopo aver appreso che è a causa di una ragazza che lo maltratta, cerca di risolverlo.

## Il talent show
- Titolo originale: Talent Show
- Diretto da: Trevor Kirschner
- Scritto da: Julia Ahumada Grob

### Trama
Gabe cerca di convincere i suoi figli a partecipare al talent show della scuola. Quando il padre di Walt si sfalda, Gabe deve convincerlo ad andare avanti con lo spettacolo. Gabe si esibisce quindi con Tony nello spettacolo.
- Guest star: Ron Pearson (Janitor Jim).

## Lo sciopero degli insegnanti
- Titolo originale: Teachers' Strike
- Diretto da: Jody Margolin Hahn
- Scritto da: Aaron Serna

### Trama
Gli insegnanti scioperano, ma Gabe trova il modo di continuare a preparare la sua classe per il decathlon accademico.

## Oh Dio, Danny
- Titolo originale: Oh Boy, Danny
- Diretto da: Jody Margolin Hahn
- Scritto da: Chris Garcia

### Trama
Dopo che Abby lo ha scaricato, Danny viene in California per riconquistarla. Il signor Hayward cerca di convincere Marisol a considerare Stanford.

## Decathlon scolastico
- Titolo originale: Academic Decathlon
- Diretto da: Gloria Calderón Kellett
- Scritto da: D.J. Ryan

### Trama
Gabe convince Marisol a trasferirsi alla classe lode prima del decathlon accademico.